# Ceanothus spinosus
Espèce
Statut de conservation UICN

 LC  : Préoccupation mineure
Ceanothus spinosus est une espèce de plantes à fleurs de la famille des Rhamnacées. C'est un arbuste originaire du sud de la Californie aux États-Unis et du nord de la Basse-Californie au Mexique.